# تحلل قلوي
التحلل القلوي هو أحد الأساليب المستخدمة في علم الأحياء الجزيئي من أجل فصل بلازميد الدنا عن الأحجام الصغيرة نسبيًّا من البكتيريا.

## الطريقة
يتم زرع خلايا البكتيريا التي تتضمن البلازميد المهم ثم يتم تنبيذ عينة وذلك لتركيز المادة الخلوية (بما في ذلك الحمض النووي الريبي منقوص الأكسجين) في كرية في قاع الإناء الحاوي. يتم التخلص من المادة الطافية وتوضع الكرية في مركب ثنائي أمين الإيثيلين رباعي حمض الخل الذي يحتوي على منظم فسيولوجي. يكمن الهدف من وراء استخدام مركب ثنائي أمين الإيثيلين رباعي حمض الخل في إزالة أو استحلاب الأيونات المعدنية الموجبة ثنائية التكافؤ مثل الMg2+ وCa2+, والمطلوبة لأداء وظائف الحمض النووي الريبي منقوص الأكسجين (DNA) فيما يتعلق بالإنزيمات (DNAses) كما أنه يعمل على توازن مركز فوسفات الحمض النووي الريبي منقوص الأكسجين.
على الجانب الآخر, يتم إعداد محلول قلوي مكون من المركب المطهر دوديسيل كبريتات صوديوم (C12H25SO4Na) ومادة قاعدية قوية مثل هيدروكسيد الصوديوم (NaOH) ويُضاف بعد ذلك. ويترك المزيج الناتج لعدة دقائق على الثلج. وفي هذه المرة، تقوم المادة المطهرة بتمزيق أغشية الخلايا مما يسمح باتصال المادة القلوية بكل من الحمض النووي الريبي منقوص الأكسجين الكروموسومي والبلازميدي اللذين تتغير طبيعتهما بفعل هذه المادة.
وفي النهاية، يتم إضافة مادة خلات البوتاسيوم. تضفي هذه الخطوة طبيعة حمضية على المحلول وتؤدي إلى تغيير الحمض النووي الريبي منقوص الأكسجين البلازميدي، ولكن الحمض النووي الريبي منقوص الأكسجين الكروموسومي لا يتغير، الذي يترسب من المحلول. تتمثل الوظيفة الأخرى للبوتاسيوم في إحداث ترسيب لمادة كبريتات دويديسل البوتاسيوم ثم يتم بعد ذلك نزع المادة المطهرة. تجري عملية تنبيذ أخيرة وفي هذه الحالة تتضمن الكرية بعض الحطام الذي يمكن التخلص منه. يتم التخلص من المادة الطافية التي تتضمن البلازميد بحرص وتُستخدم في تحاليل أخرى مثل الفصل الكهربائي للهلام.

## استخدامات أخرى
يُستخدم التحلل القلوي أحيانًا لاستخلاص المواد الجينية المستنبتة. يتم تعريض الخلايا المستنبتة لمحلول قلوي قوي يحتوى على مادة مطهرة (عادة ما تكون مادة مطهرة تتضمن أيون هجين أو مادة غير متأينة مثل توين 20), ويتم حفظ الخليط في درجة حرارة عالية. وهذه الطريقة لا تُستخدم كثيرًا نظرًا لأن هيدروكسيد الصوديوم يميل للقضاء على المواد الجينية، مما يؤدي إلى تقليل الحجم الجزيئي للحمض النووي الريبي منقوص الأكسجين.